# Telura alta
Telura alta är en skalbaggsart som beskrevs av Britton 1987. Telura alta ingår i släktet Telura och familjen Melolonthidae. Inga underarter finns listade i Catalogue of Life.